# Prat
Prat is een gemeente in het Franse departement Côtes-d'Armor (regio Bretagne). De plaats maakt deel uit van het arrondissement Lannion. Prat telde op 1 januari 2022 1.090 inwoners.

## Bezienswaardigheden
De vijftiende-eeuwse Trévoazan kerk stortte gedeeltelijk in, in 1910. De kerk werd herbouwd en kreeg de status van historisch monument in 1926. De oorspronkelijke voorgevel en kerktoren zijn nog steeds zichtbaar.
Het eveneens uit de vijftiende eeuw stammende landhuis "Manoir de Coatelan" ligt ook in de omgeving van Prat. Dit gebouw kreeg in 1927 een monumentenstatus.
Iets ten zuidoosten van prat ligt de Moulin de Poulloguer, een voormalige watermolen.

## Geografie
De oppervlakte van Prat bedraagt 21,87 km², de bevolkingsdichtheid is 51 inwoners per km² (per 1 januari 2019).
De onderstaande kaart toont de ligging van Prat met de belangrijkste infrastructuur en aangrenzende gemeenten.

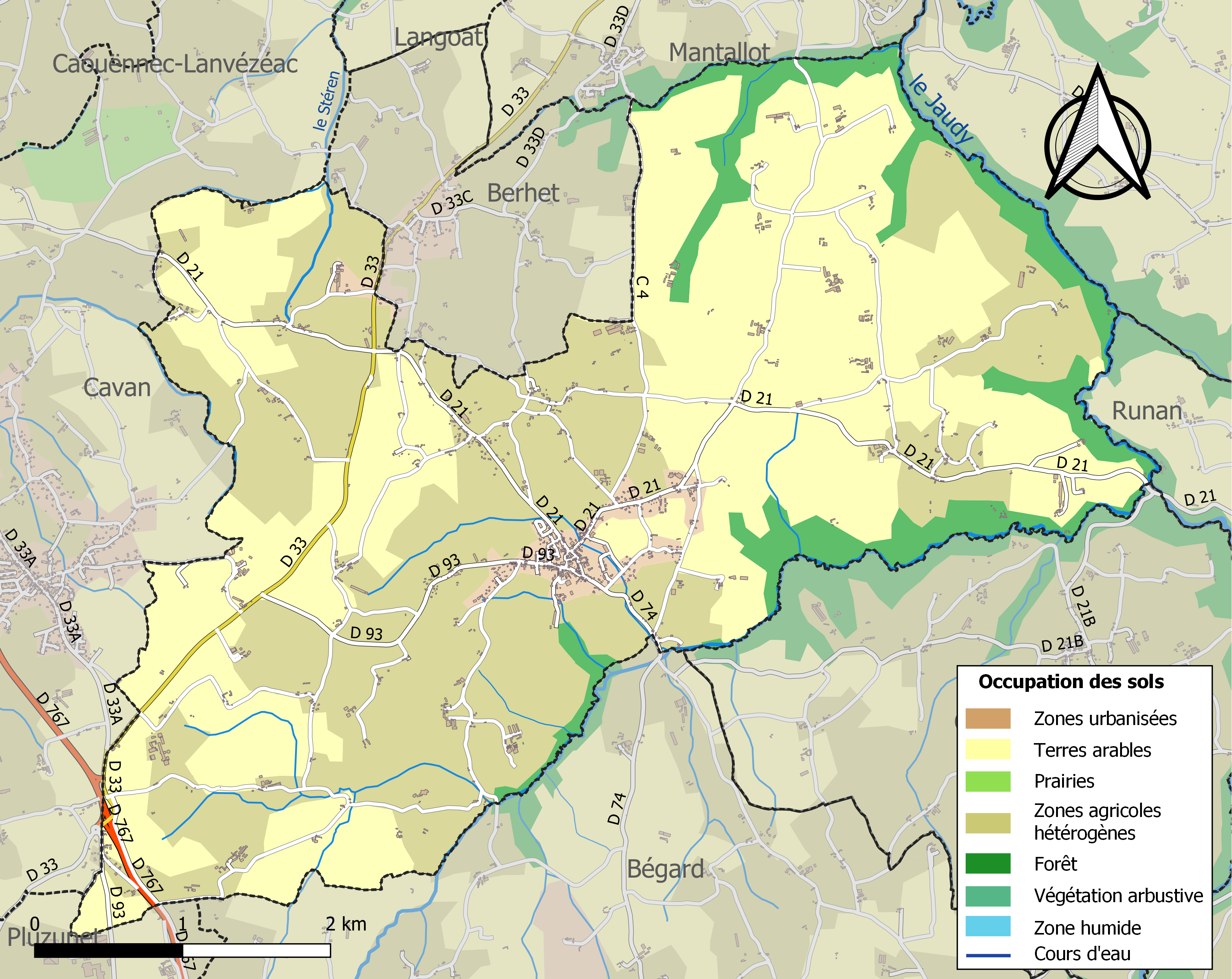

## Demografie
Onderstaande figuur toont het verloop van het inwonertal (bron: INSEE-tellingen).